# Clarence (série animada)
Clarence é uma série de desenho animada americana criada por Skyler Page para o canal televisivo animado Cartoon Network. A animação narra a história de um menino feliz que quer experimentar todas as coisas que existem no mundo, já que para ele, elas são incríveis. A produção é do Cartoon Network Studios. Clarence estreou em 14 de abril de 2014 e teve seu fim em 24 de junho de 2018.
No Brasil, A série foi transmitida de 4 de agosto de 2014 a 13 de maio de 2019 no Cartoon Network Brasil.
Em Portugal, a série foi transmitida de 29 de novembro de 2014 a 28 de abril de 2018 no Cartoon Network Portugal.

## Sinopse
O show foca no cotidiano de Clarence Wendle, um garoto divertido e espirituoso, e seus melhores amigos: Jeff, que é o tipo mais intelectual, e Sumo, que muitas vezes usa medidas drásticas para resolver problemas.
Clarence vive com sua mãe divorciada Mary e seu namorado Chad na cidade fictícia de Aberdale, no Arizona, perto de Phoenix. Cada episódio se concentra nas situações e problemas da vida cotidiana que Clarence e seus amigos encontram, e suas aventuras cotidianas e experiências de vida quando crianças.
Outros personagens incluem alunos e professores da escola de Clarence. Alguns episódios focam na vida de personagens coadjuvantes, como os cidadãos de Aberdale e os colegas de classe de Clarence.

## Desenvolvimento

### Conceito e criação
No início de 2013, a Clarence foi anunciada juntamente com várias outras séries. A série foi criada por Skyler Page, um antigo artista de storyboard para Adventure Time e revisionista para Secret Mountain Fort Awesome. Ele é o quarto criador da rede que se formou no California Institute of the Arts (CalArts), e aos 24 anos, ele também é o mais novo. Como parte de seu programa de desenvolvimento de curtas-metragens em 2012, a série foi desenvolvida no Cartoon Network Studios; quatro outros, Steven Universe, Over the Garden Wall, We Bare Bears e Long Live the Royals também vieram desta iniciativa.
Page, juntamente com o diretor criativo Nelson Boles, concebeu o show na CalArts. Foi ainda considerada quando Page foi contratada pelo Cartoon Network Studios. Uma equipe de duas ou três pessoas poliram o episódio piloto; depois que ele foi captado, uma equipe de 30 a 35 escritores, artistas de storyboard, revisionistas, coloristas e designers foi contratada. Enquanto isso, a animação é terceirizada para a Coreia do Sul através da Saerom Animation. Page explicou que a parte mais difícil da produção foi manter o ritmo, especialmente quando um episódio é concluído, é preciso começar de novo. Ele chamou isso de "excitante", mas "muito desafiador".
Segundo o escritor Spencer Rothbell, o programa foi criado com um tom naturalista, semelhante ao dos desenhos animados dos anos 90, combinado com um sentimento mais moderno. Diante desse naturalismo, os escritores podem fazer referência a obras que os inspiraram ou que se enquadram no gênero de um episódio. Ele finalmente sentiu que se tratava de "empoderar as crianças e se divertir". Rothbell também evita a "columbofilia" em um tipo de história, e que enquanto algumas tramas são principalmente orientadas por personagens, outras são "baseadas em uma idéia que achamos realmente engraçada". A inspiração também veio dos programas que Page observava quando criança, que invocavam situações mais pungentes e relatáveis. Apesar disso, elementos de fantasia são permitidos, e que transmitir os dois incongruentes um ao outro era uma técnica que ele particularmente gostava. Boles observou que a direção de arte exigia um desenho de caráter inconsistente para evitar ter que ajustar perfeitamente a folha do modelo com o universo - um resultado do que ele chama de efeito Simpsons. Atenção também é dada aos personagens de fundo, a fim de expandir a variedade em seu enredo e universo.

### Músicas
Todas as músicas da série foram compostas por Simon Panrucker e James L. Venable. A música de abertura também foi composta por Simon Panrucker.

## Transmissão original
O episódio piloto do Clarence, juntamente com pilotos de outras séries, foi carregado no site da Cartoon Network em 21 de maio de 2013, mas foi apagado mais tarde. O piloto Clarence foi transmitido na televisão a 17 de fevereiro de 2014 e nunca foi transmitido no Brasil ou em Portugal.
No Canadá, a série começou a ser exibida no Cartoon Network em 14 de abril de 2013 e no Teletoon a 4 de setembro de 2014. A série também foi ao ar nos canais Cartoon Network Austrália em 6 de outubro de 2014, nos Estados Unidos em 14 de abril de 2014 e na Irlanda a partir de 17 de setembro de 2019.

## Recepção
Em uma resenha de três estrelas, Emily Ashby da Common Sense Media alertou os pais sobre "uma marca semelhante de absurdo e crueza" como Adventure Time- embora menos severo - mas elogiou o elenco como "estranhamente agradável". Nancy Basile de About.com aplaudiu o diálogo por sua longevidade, e considerou as relações entre os personagens como dinâmicas e genuínas, com alguma comédia. Whitney Matheson da USA Today encontrou Clarence para misturar o otimismo e o humor surrealista na "quantidade certa", e encorajou crianças e pais a assistirem à sua estréia. Na Animation Magazine, Mercedes Milligan descreveu-a como "uma lufada de ar fresco dos subúrbios" e uma celebração da infância. Nívea Serrao do TV Guide contrastou o programa com a maioria das séries animadas de fantasia. Brian Lowry da Variety a chamou de "tão peculiar e idiossincrática a ponto de se sentir fresca", apesar de às vezes pisar em "território bem desgastado", mas achou os desenhos dos personagens pouco atraentes.

### Polêmicas
O programa ganhou considerável repercussão depois de apresentar um casal gay no episódio “Neighborhood Grill”, com cobertura em vários tablóides e sites de notícias de entretenimento, e também em sites voltados para LGBT. A cena envolve dois personagens masculinos se cumprimentando com beijos na bochecha enquanto em um restaurante. Rothbell originalmente tinha o beijo do casal nos lábios depois de receber flores do outro, mas isso não foi aprovado pela rede. Ele acrescentou que a cena foi um "pequeno momento de descarte", embora "melhor do que nada", e antecipou que "um dia o personagem principal pode ser gay e não será nada de especial".

## Elenco principal
- Skyler Page como Clarence Wendle
- Spencer Rothbell como Clarence Wendle (após a demissão de Page)
- Sean Giambrone como Jeff Randell
- Tom Kenny como Ryan “Sumo” Sumouski
- Roger Craig Smith como Belson Noles e Percy Dahmer
- Katie Crown como Mary Wendle e Melanie Baker
- Eric Edelstein como Chad

## Episódios

### Resumo
| Temporada | Temporada | Episódios | Exibição original       | Exibição original       | Exibição no Brasil     | Exibição no Brasil     | Exibição em Portugal   | Exibição em Portugal  |
| Temporada | Temporada | Episódios | Estreia de temporada    | Final de temporada      | Estreia de temporada   | Final de temporada     | Estreia de temporada   | Final de temporada    |
| --------- | --------- | --------- | ----------------------- | ----------------------- | ---------------------- | ---------------------- | ---------------------- | --------------------- |
|           | Piloto    | 1         | 17 de fevereiro de 2014 | 17 de fevereiro de 2014 | 29 de dezembro de 2014 | 29 de dezembro de 2014 | por anunciar           | por anunciar          |
|           | 1         | 51        | 14 de abril de 2014     | 27 de outubro de 2015   | 4 de agosto de 2014    | 31 de outubro de 2016  | 29 de novembro de 2014 | 5 de dezembro de 2015 |
|           | 2         | 39        | 18 de janeiro de 2016   | 3 de fevereiro de 2017  | 25 de janeiro de 2016  | 3 de dezembro de 2018  | 7 de janeiro de 2017   | por anunciar          |
|           | 3         | 40        | 10 de fevereiro de 2017 | 24 de junho de 2018     | 12 de junho de 2017    | 13 de maio de 2019     | por anunciar           | por anunciar          |

### Episódios especiais
| # | Título | Escrito por                                                                    | Exibição original                                                   | Audiência (em milhões) |
| --- | --- | ------------------------------------------------------------------------------ | ------------------------------------------------------------------- | ---------------------- |
| T00E01 | "Expansão de Piloto (BR)" "Pilot" | Sue Mondt (criativo), Robert Alvarez (arte), Skyler Page, & Phil Rynda (tempo) | 17 de fevereiro de 2014 29 de dezembro de 2014                      | 1,06                   |
| Clarêncio conhece Jeff e Sumo. | |                                                                                |                                                                     |                        |
| T01E22 | "Festa do Pijama do Belson (BR) Uma Festa em Casa de Belson (PT)" "Belson's Sleepover" | Patrick Harpin                                                                 | 30 de outubro de 2014 31 de outubro de 2014                         | 1,56                   |
| Belson convida Clarêncio e a sua turma para uma festa de sustos. | |                                                                                |                                                                     |                        |
| T01E24 | "Expansão de Piloto (BR) O Início de uma Amizade (PT)" "Pilot Expansion" | Skyler Page e Mark Banker                                                      | 13 de novembro de 2014 29 de dezembro de 2014                       | 1,73                   |
| Clarêncio, Jeff e Sumo relembram o primeiro dia em que se conheceram na sua infância, baseado no piloto original da série. | |                                                                                |                                                                     |                        |
| T01E51 | "Casa de Sustos (BR)" "Spooky Boo" | Tony Infante                                                                   | 27 de outubro de 2015 31 de outubro de 2016                         | por anunciar           |
| Depois que Clarêncio leva algumas crianças do bairro através de sua casa assombrada caseira, Chelsea sugere que eles vão para a pousada das crianças do ensino médio para alguns sustos reais. | |                                                                                |                                                                     |                        |
| T02E32–T02E33 | "Pique-Bandeira (BR) Apanha a Bandeira (PT)" "Capture the Flag" | Tony Infante                                                                   | 14 de novembro de 2016 3 de dezembro de 2018 30 de abril de 2017    | 1,06                   |
| Nesta aventura especial de meia hora, Clarêncio e seus amigos jogam o maior jogo de capturar bandeira, e todo mundo quer levar para casa a coroa e o poder de controlar as caixas de suco. Mas então as coisas mudam quando uma equipe nova monta e toma os sucos. | |                                                                                |                                                                     |                        |
| T02E38 | "Natal na Aba (BR) Feliz Mootal (PT)" "Merry Moochmas" | Sam Kremers-Nedell                                                             | 1 de dezembro de 2016 11 de dezembro de 2017 24 de dezembro de 2016 | 1,00                   |
| Clarêncio está convencido de que seu desejo de que chova neve na cidade de Arizona se torne realidade, mas ele terá que convencer Gary Mooch, o primo rabugento do Belson. | |                                                                                |                                                                     |                        |
| T03E05 | "Clarêncio Festa do Pijama Tempestuosa Episódio 1: Clarêncio Fantasma (BR) A Tempestuosa Festa do Pijama do Clarence: Clarence, o Fantasma (PT)" "Clarence's Stormy Sleepover Episode 1: The Phantom Clarence" | Tony Infante                                                                   | 5 de junho de 2017 24 de julho de 2017 15 de outubro de 2017        | 0,96                   |
| Clarêncio planeja fazer uma festa do pijama para ter, lutas, e jogos, mas há uma coisa que falta - convidados; Clarêncio quer convidar todos os seus amigos, mas acha que eles podem precisar de alguém que os convençam. | |                                                                                |                                                                     |                        |
| T03E06 | "Clarêncio Festa do Pijama Tempestuosa Episódio 2: Jeffrey Wendle (BR) A Tempestuosa Festa do Pijama do Clarence: Jeffrey Wendle (PT)" "Clarence's Stormy Sleepover Episode 2: Jeffrey Wendle"                 | Kelsy Abbott                                                                   | 5 de junho de 2017 25 de julho de 2017 15 de outubro de 2017        | 0,96                   |
| Durante a tempestade, Clarêncio vai pegar uma bebida de passas para Jeff. Enquanto ele se foi, Jeff tem que ficar na casa com Chadão e Mary, e finalmente fica louco por ter limpado a casa. | |                                                                                |                                                                     |                        |
| T03E07 | "Clarêncio Festa do Pijama Tempestuosa Episódio 3: Animais e Abrigos (BR) A Tempestuosa Festa do Pijama do Clarence: Aborrecidos no Abrigo (PT)" "Clarence's Stormy Sleepover Episode 3: Badgers 'n' Bunkers"  | Sam Kremers-Nedell                                                             | 5 de junho de 2017 26 de julho de 2017 21 de outubro de 2017        | 0,96                   |
| Durante o corte de energia, Sumo e sua família escondem-se em um paiol. Ele e seu pai discutem se o texugo de cachorro de Sumo, Candice, deveria ficar com eles no paiol. | |                                                                                |                                                                     |                        |
| T03E08 | "Clarêncio Festa do Pijama Tempestuosa Episódio 4: Zé Mané e Tio Caduco (BR) A Tempestuosa Festa do Pijama do Clarence: Dingus e McNobrain (PT)" "Clarence's Stormy Sleepover Episode 4: Dingus and McNobrain" | Tony Infante                                                                   | 5 de junho de 2017 27 de julho de 2017 21 de outubro de 2017        | 0,96                   |
| Belson e o Sr. Reese se juntam para encontrar a Senhorita Baker durante o corte de energia. | |                                                                                |                                                                     |                        |
| T03E09 | "Clarêncio Festa do Pijama Tempestuosa Episódio 5: Tchau-Tchau Baker (BR) A Tempestuosa Festa do Pijama do Clarence: Adeus Baker (PT)" "Clarence's Stormy Sleepover Episode 5: Bye Bye Baker"                  | Tony Infante                                                                   | 5 de junho de 2017 28 de julho de 2017 22 de outubro de 2017        | 0,96                   |
| Ao tentar chegar à Califórnia para férias sem contar a Clarêncio, Senhorita Baker fica presa na loja com Clarêncio, o prefeito, Meg (a professora substituta) e uma das mães de Jeff. Os quatro desconfiam de Meg e tentam sair da loja. | |                                                                                |                                                                     |                        |
| T03E10 | "Clarêncio Festa do Pijama Tempestuosa Episódio 6: Irmãos de Enchente (BR) A Tempestuosa Festa do Pijama do Clarence: Irmãos da Inundação (PT)" "Clarence's Stormy Sleepover Episode 6: Flood Brothers"        | Kelsy Abbott                                                                   | 5 de junho de 2017 28 de julho de 2017 22 de outubro de 2017        | 0,96                   |
| À medida que a tempestade piora, todos ficam presos na quadra da escola e brigam. Depois que Clarêncio os fazem parar, a grande inundação ocorre e todos trabalham juntos para impedir que a inundação entre na escola. | |                                                                                |                                                                     |                        |
| T03E40 | "Qualquer Lugar, Menos Sumo (BR)" "Anything But Sumo" | Tony Infante                                                                   | 24 de junho de 2018 26 de novembro de 2018                          | 0,50                   |
| Nos dias que antecederam as férias de verão, o aniversário de Sumo e Clarêncio (o dia em que Clarêncio cortou o cabelo de Sumo no piloto) é mencionado, Sumo concorda em deixar Clarêncio cortar o cabelo, mas no dia do aniversário quando os amigos de Sumo da escola cortam seu cabelo, Clarêncio é traído e ciumento por isso, e descobre que Sumo pode estar começando a sair com seus amigos mais do que ele. No entanto, com suas muitas tentativas de lidar com o Sumo, todos eles falham, e Clarêncio começa a ficar de fora. Porque Clarêncio acredita que o verão está a "trezentos quilômetros de distância", e fica triste por não poder passar mais tempo com o Sumo até o verão, que Jeff revela começar amanhã. Clarêncio, feliz por isso, corre para o sofá que eles mesmos fizeram Clarêncio, o primeiro, corta os últimos cabelos de Sumo que seus amigos perderam. Todos se reúnem e assistem em choque quando a escola de Sumo é destruída pelo buldôzer fugitivo de "Sumo Vai Pra Oeste", torcendo porque Sumo e seus amigos não precisam mais freqüentar a escola. Clarence exclama "Sim!" e as palavras "Obrigado por assistir" aparecem ao redor dele, terminando a série. | |                                                                                |                                                                     |                        |

## Cancelamento
No dia 4 de abril de 2017, Spencer Rothbell, roteirista e dublador de Clarêncio na versão americana, anunciou no seu Twitter que a terceira temporada seria a última temporada da série. Porém, até o ano de 2018, ainda serão exibidos mais novos episódios de Clarêncio, que contam com um episódio especial de meia hora que dará final a toda a série.